# اچ‌ام‌اس ورولام (۱۹۱۷)
اچ‌ام‌اس ورولام (۱۹۱۷) (به انگلیسی: HMS Verulam (1917)) یک کشتی بود که طول آن ۳۰۰ فوت (۹۱٫۴ متر) بود. این کشتی در سال ۱۹۱۷ ساخته شد.